# Artonne
Artonne est une commune française située dans le département du Puy-de-Dôme, en région Auvergne-Rhône-Alpes. Elle fait partie de l'aire d'attraction de Clermont-Ferrand.

## Géographie

### Localisation
Artonne est située au nord du département du Puy-de-Dôme. Les hameaux de Glénat et Bicon sont sur son territoire.
Huit communes sont limitrophes d'Artonne, en incluant le quadripoint avec la commune nouvelle de Chambaron-sur-Morge (ancienne commune de La Moutade) :
| Jozerand              | Saint-Agoulin, Chaptuzat                      | Aigueperse |
|                       | Artonne                                       |            |
| Combronde, Saint-Myon | Chambaron-sur-Morge (La Moutade, quadripoint) | Aubiat     |

### Climat
Pour des articles plus généraux, voir Climat d'Auvergne-Rhône-Alpes et Climat du Puy-de-Dôme.
En 2010, le climat de la commune est de type climat océanique dégradé des plaines du Centre et du Nord, selon une étude du Centre national de la recherche scientifique s'appuyant sur une série de données couvrant la période 1971-2000. En 2020, Météo-France publie une typologie des climats de la France métropolitaine dans laquelle la commune est exposée à un climat de montagne ou de marges de montagne et est dans la région climatique Nord-est du Massif Central, caractérisée par une pluviométrie annuelle de 800 à 1 200 mm, bien répartie dans l’année.
Pour la période 1971-2000, la température annuelle moyenne est de 10,6 °C, avec une amplitude thermique annuelle de 16,3 °C. Le cumul annuel moyen de précipitations est de 761 mm, avec 9,4 jours de précipitations en janvier et 7,2 jours en juillet. Pour la période 1991-2020, la température moyenne annuelle observée sur la station météorologique de Météo-France la plus proche, « Charmes_sapc », sur la commune de Charmes à 12 km à vol d'oiseau, est de 11,9 °C et le cumul annuel moyen de précipitations est de 675,4 mm,. Pour l'avenir, les paramètres climatiques de la commune estimés pour 2050 selon différents scénarios d'émission de gaz à effet de serre sont consultables sur un site dédié publié par Météo-France en novembre 2022.

## Urbanisme

### Typologie
Au 1er janvier 2024, Artonne est catégorisée commune rurale à habitat dispersé, selon la nouvelle grille communale de densité à sept niveaux définie par l'Insee en 2022.
Elle est située hors unité urbaine. Par ailleurs la commune fait partie de l'aire d'attraction de Clermont-Ferrand, dont elle est une commune de la couronne,. Cette aire, qui regroupe 209 communes, est catégorisée dans les aires de 200 000 à moins de 700 000 habitants,.

### Occupation des sols
L'occupation des sols de la commune, telle qu'elle ressort de la base de données européenne d’occupation biophysique des sols Corine Land Cover (CLC), est marquée par l'importance des territoires agricoles (96 % en 2018), une proportion identique à celle de 1990 (96 %). La répartition détaillée en 2018 est la suivante : terres arables (71,1 %), zones agricoles hétérogènes (16,6 %), prairies (8,2 %), zones urbanisées (4 %), forêts (0,1 %). L'évolution de l’occupation des sols de la commune et de ses infrastructures peut être observée sur les différentes représentations cartographiques du territoire : la carte de Cassini (XVIIIe siècle), la carte d'état-major (1820-1866) et les cartes ou photos aériennes de l'IGN pour la période actuelle (1950 à aujourd'hui).

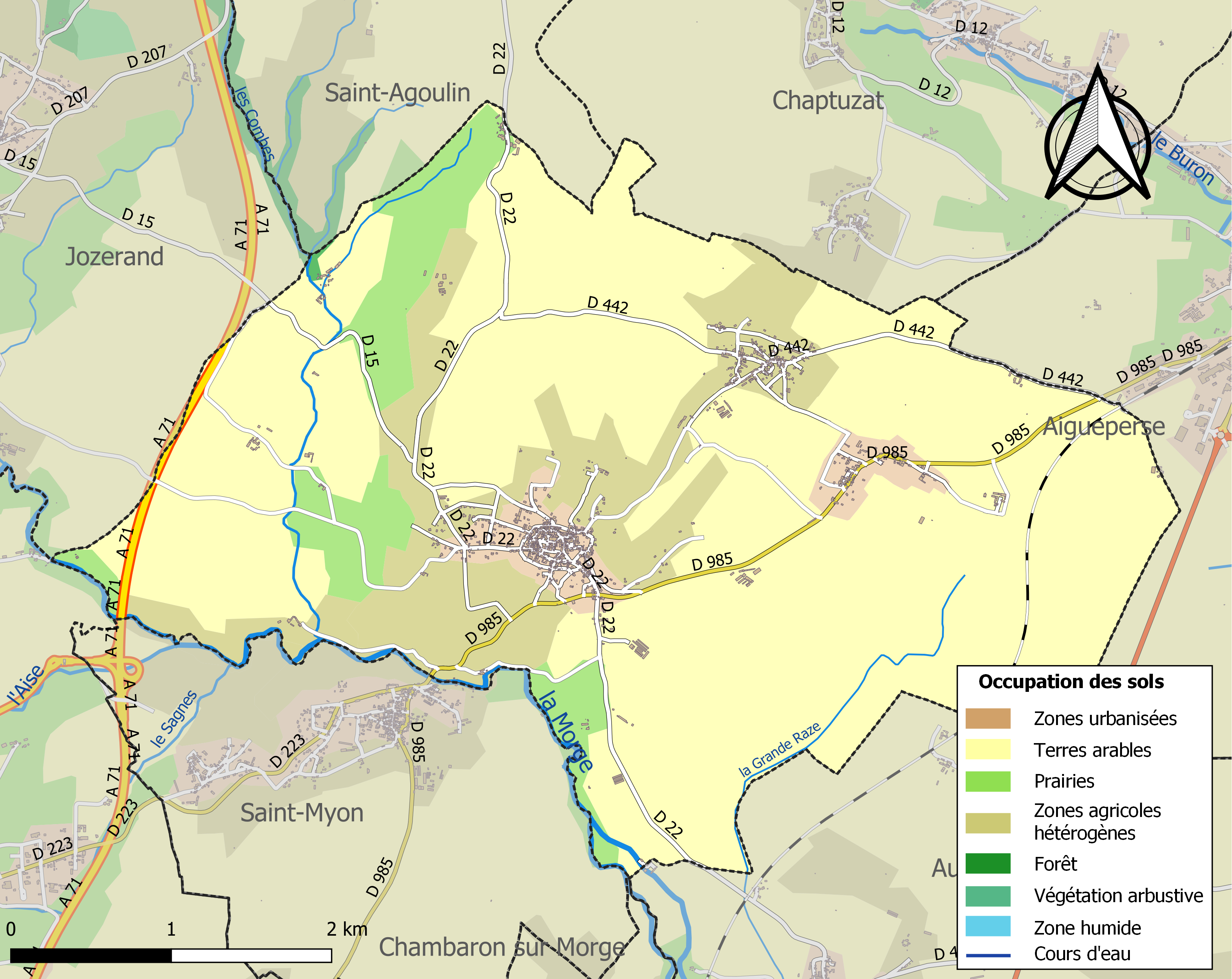
Carte des infrastructures et de l'occupation des sols de la commune en 2018 (CLC).

### Voies de communication et transports

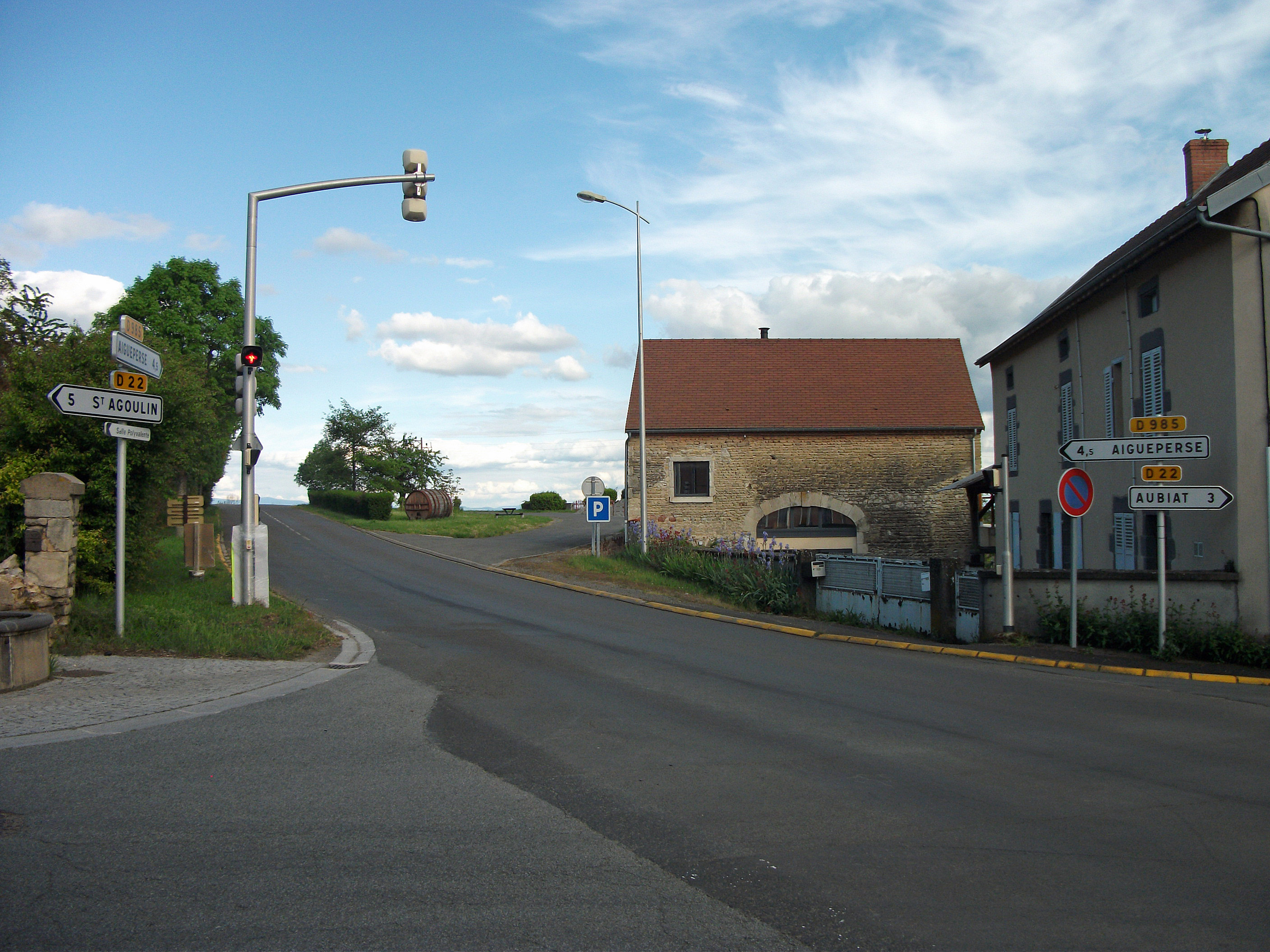
La route départementale 985 en direction d'Aigueperse.

Le territoire communal est traversé par les routes départementales 985 (ancienne route nationale 685 reliant Aigueperse à Saint-Myon, prolongée par la route départementale 223 vers Combronde et l'autoroute A71), 15 (en direction de Jozerand au nord-ouest) et 22 (reliant Saint-Agoulin au nord à Aubiat au sud-est).
La ligne de Saint-Germain-des-Fossés à Nîmes-Courbessac passe à l'est de la commune. Les gares les plus proches, à Aigueperse et à Aubiat, assurent exclusivement une desserte régionale (TER Auvergne-Rhône-Alpes) entre Gannat, Riom et Clermont-Ferrand.

## Toponymie
Le nom de la ville d'Artonne vient du toponyme gaulois Artodunum qui signifie « forteresse de l'ours » (« arto » voulant dire « ours » en langue gauloise). Il a évolué et s'est simplifié plus tard en Artona.
On trouve plusieurs mentions du nom chez Grégoire de Tours, notamment dans le récit de la visite de saint Martin au tombeau de Vitaline d'Artonne, où le lieu est qualifié de vicus : Arthona Arvernensis vicus, vicus Arcthonensis (= « Village arverne d'Artonne »).

## Histoire
La première mention d'Artonne est faite dans La Vie des Pères de Grégoire de Tours : le roi franc Thierry, qui guerroyait en Auvergne, campe dans des paries situées au-dessous du bourg.
Artonne est à l'époque médiévale un centre important du nord de la Basse-Auvergne. Elle fait partie du comté d'Auvergne puis de la principauté de Montpensier qui s'est extirpé du duché d'Auvergne. Avec l'acquisition du territoire auvergnat par les Bourbons, l'actuelle commune passe entre 1531 et 1789, sous l'administration du duché de Bourbon qui a relié à son territoire celui des ducs de Bourbon-Montpensier.
Artonne a été chef-lieu de canton de 1793 à 1801. Son canton a depuis été rattaché à celui d'Aigueperse.

## Politique et administration

### Découpage territorial
La commune d'Artonne est membre de la communauté de communes Plaine Limagne, un établissement public de coopération intercommunale (EPCI) à fiscalité propre créé le 1er janvier 2017 dont le siège est à Aigueperse. Ce dernier est par ailleurs membre d'autres groupements intercommunaux.
Sur le plan administratif, elle est rattachée à l'arrondissement de Riom, à la circonscription administrative de l'État du Puy-de-Dôme et à la région Auvergne-Rhône-Alpes.
Sur le plan électoral, elle dépend du canton d'Aigueperse pour l'élection des conseillers départementaux, depuis le redécoupage cantonal de 2014 entré en vigueur en 2015, et de la deuxième circonscription du Puy-de-Dôme pour les élections législatives, depuis le dernier découpage électoral de 2010.

### Élections municipales et communautaires

#### Élections de 2020
Le conseil municipal d'Artonne, commune de moins de 1 000 habitants, est élu au scrutin majoritaire plurinominal à deux tours avec candidatures isolées ou groupées et possibilité de panachage. Compte tenu de la population communale, le nombre de sièges à pourvoir lors des élections municipales de 2020 est de 15. Sur les trente candidats en lice, quinze ont été élus au premier tour, le 15 mars 2020, avec un taux de participation de 71,54 %.

#### Chronologie des maires
| Période                                  | Période                   | Identité             | Étiquette | Qualité                            |
| ---------------------------------------- | ------------------------- | -------------------- | --------- | ---------------------------------- |
| Les données manquantes sont à compléter. |                           |                      |           |                                    |
| juin 1862                                | septembre 1870            | Vincent Pradon       |           | Notaire                            |
| septembre 1870                           | juin 1871                 | Francisque Rouher    |           |                                    |
| juin 1871                                | janvier 1872              | Quintien Ducher      |           |                                    |
| avril 1889                               | novembre 1898             | Sébastien Nony       |           | Notaire                            |
| mai 1900                                 | novembre 1923             | Olivier Roux         |           | Homme de loi                       |
| novembre 1923                            | mai 1925                  | Léopold Blanche      |           |                                    |
| mai 1925                                 | novembre 1942             | Docteur Louis Rouher |           | Médecin                            |
| novembre 1942                            | mai 1953                  | Guy Deblois          |           |                                    |
| mai 1953                                 | mars 1965                 | Pierre Murat         |           |                                    |
| mars 1965                                | mars 1983                 | Jean Roger           |           | Attaché de direction               |
| mars 1983                                | mars 2008                 | Roméo Franceschi     |           | Enseignant                         |
| mars 2008                                | mai 2020                  | Jean-Claude Molinier |           | Employé de banque                  |
| mai 2020                                 | En cours (au 2 août 2020) | Stéphane Houssier    |           | Directeur technique régie des eaux |

## Population et société

### Démographie
Les habitants sont nommés les Artonnois.
L'évolution du nombre d'habitants est connue à travers les recensements de la population effectués dans la commune depuis 1793. Pour les communes de moins de 10 000 habitants, une enquête de recensement portant sur toute la population est réalisée tous les cinq ans, les populations de référence des années intermédiaires étant quant à elles estimées par interpolation ou extrapolation. Pour la commune, le premier recensement exhaustif entrant dans le cadre du nouveau dispositif a été réalisé en 2008.

En 2022, la commune comptait 923 habitants, en évolution de +3,71 % par rapport à 2016 (Puy-de-Dôme : +2,1 %, France hors Mayotte : +2,11 %).
| 1793  | 1800  | 1806  | 1821  | 1831  | 1836  | 1841  | 1846  | 1851  |
| ----- | ----- | ----- | ----- | ----- | ----- | ----- | ----- | ----- |
| 1 507 | 1 659 | 1 691 | 1 779 | 1 892 | 1 895 | 1 900 | 1 895 | 1 861 |

| 1856  | 1861  | 1866  | 1872  | 1876  | 1881  | 1886  | 1891  | 1896  |
| ----- | ----- | ----- | ----- | ----- | ----- | ----- | ----- | ----- |
| 1 852 | 1 738 | 1 793 | 1 804 | 1 741 | 1 649 | 1 641 | 1 480 | 1 414 |

| 1901  | 1906  | 1911  | 1921  | 1926 | 1931 | 1936 | 1946 | 1954 |
| ----- | ----- | ----- | ----- | ---- | ---- | ---- | ---- | ---- |
| 1 346 | 1 270 | 1 215 | 1 009 | 972  | 894  | 835  | 713  | 690  |

| 1962 | 1968 | 1975 | 1982 | 1990 | 1999 | 2006 | 2008 | 2013 |
| ---- | ---- | ---- | ---- | ---- | ---- | ---- | ---- | ---- |
| 721  | 714  | 685  | 753  | 779  | 762  | 771  | 773  | 845  |

| 2018 | 2022 | - | - | - | - | - | - | - |
| ---- | ---- | - | - | - | - | - | - | - |
| 906  | 923  | - | - | - | - | - | - | - |

### Enseignement
Artonne dépend de l'académie de Clermont-Ferrand.
Dans l'enseignement public, les élèves commencent leur scolarité à l'école élémentaire publique. Ils la poursuivent au collège Diderot d'Aigueperse puis à Riom, au lycée Virlogeux pour les filières générales et STMG ou au lycée Pierre-Joël-Bonté pour la filière STI2D.
Il existe aussi une école élémentaire privée (Sainte-Hélène).

## Culture et patrimoine

### Lieux et monuments

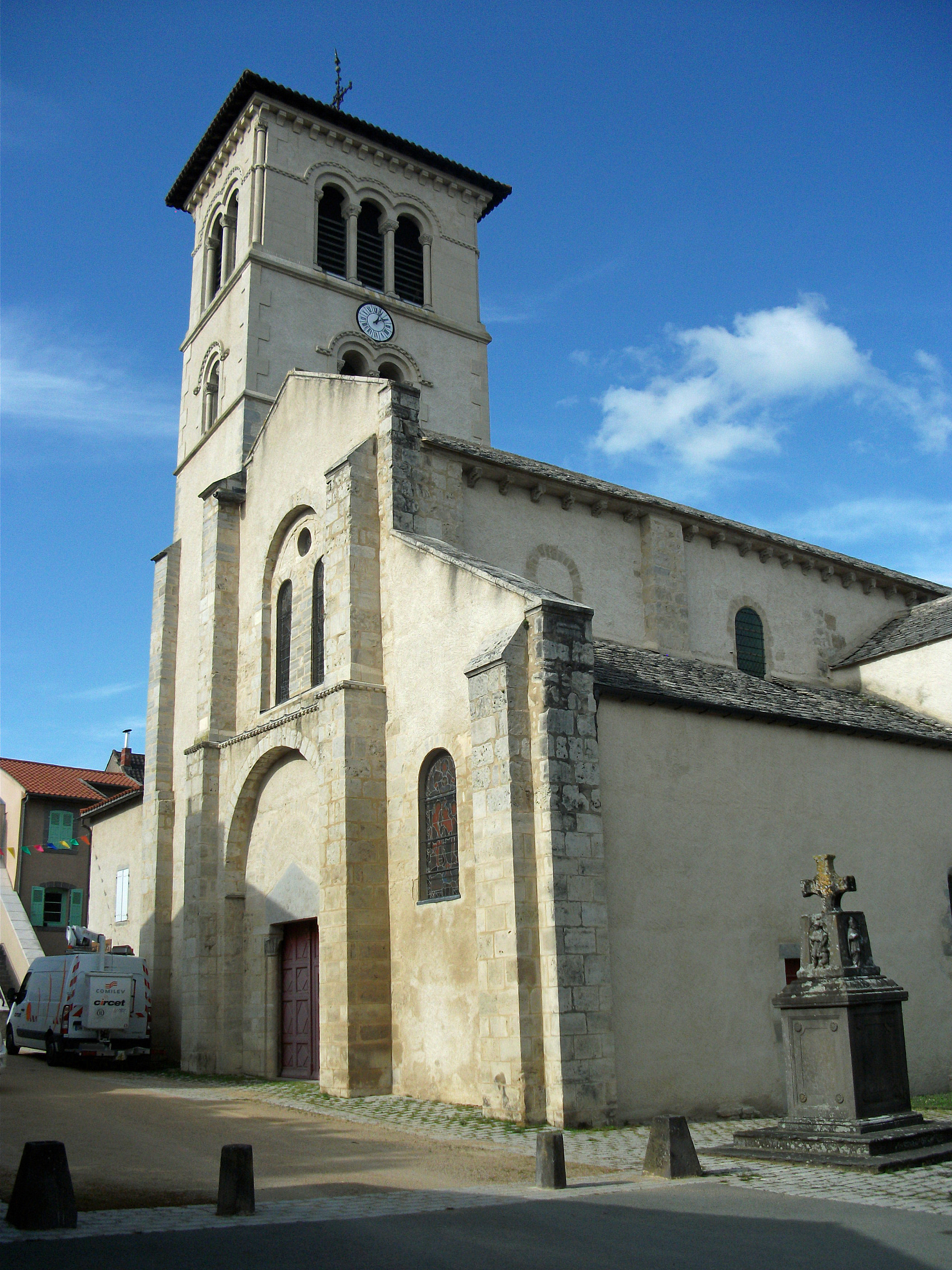
Une partie de l'église Saint-Martin.

Artonne possède quatre édifices protégés au titre des monuments historiques :
- l'église Saint-Martin d'Artonne (XIIe siècle), classée en 1886[37] ;
- les fontaines du XIIe siècle, situées place Montjoly et Grande-Rue, toutes deux inscrites en 1926[38],[39] ;
- le château des Vergers (XVIIe et XVIIIe siècles), inscrit en 2010[40].

### Personnalités liées à la commune
- Sainte Vitaline : Vitaline vivait au IVe siècle à Artonne, où ses reliques sont toujours conservées. Cette pieuse vierge commit un petit péché de vanité, qui lui valut un passage au purgatoire : le jour du Vendredi Saint, elle se trouva belle. Grâce à la prière de saint Martin, venu se recueillir sur son tombeau, elle entra au paradis. Elle manifesta souvent par la suite sa protection miraculeuse aux Artonnois qui l'honorent désormais le dimanche suivant le 27 mai, jour de sa fête.
- Saint Paterne (VIe siècle) : fêté le 16 avril, souvent confondu avec Patern de Vannes, premier évêque de Vannes. Vers l'an 900, ses reliques furent transférées à Artonne, pour les soustraire aux raids des Normands. Sa châsse se trouve encore dans l'église Saint-Martin. L'itinéraire suivi pour la translation est marqué par un certain nombre de traces : l'ancienne commune de Saint-Paterne dans la Sarthe ; Saint-Paterne-Racan en Indre-et-Loire ; église Saint-Paterne d'Orléans ; faubourg Saint-Paterne d'Issoudun[41].
- La famille Rouher, famille notable d'Artonne au XVIIIe siècle, dont descend Eugène Rouher, ministre de Napoléon III ; son grand-père, Louis Rouher (1735-1812), était notaire royal à Artonne et bailli d'Artonne.
- Jacques Maignol (1780-1858), homme politique né et décédé à Artonne, député du Puy-de-Dôme de 1833 à 1839.
- Abbé Jean-Marie Blancher (1920-2000) : curé d'Artonne pendant 50 ans, de 1949 à 1999.